# Maria Roccaforte
Maria Roccaforte nata Leonarda (Bivona, 5 novembre 1597 – Bivona, 30 agosto 1648) è stata una religiosa italiana, monaca benedettina del monastero di San Paolo in Bivona; morta in fama di santità, è stata proclamata serva di Dio.
Le sue visioni di santa Rosalia, grazie alle quali si diffusero presunti particolari e aneddoti sulla vita della vergine palermitana, ispirarono le rappresentazioni sacre della Santuzza fiorite in particolar modo tra XVII e XVIII secolo. 

## Biografia
(Suor Maria Roccaforte, in Giuseppe Romano, Brieve Compendio dell'ammirabile vita della Serva di Dio Suor Maria Roccaforte Vergine Bivonese, 1678)
Figlia di Pietro Roccaforte e Maria Xaxia, Leonarda Roccaforte nacque a Bivona (allora città ducale posta tra Agrigento e Palermo, in Sicilia) il 5 novembre 1597. A soli sei mesi rimase orfana di madre; fin da piccola venne educata dal padre e dalla matrigna alle pratiche religiose. A 12 anni assunse come padre spirituale e confessore il gesuita Francesco Sparacino.
Il 25 marzo 1614, a 17 anni, entrò nel monastero benedettino di Bivona vestendo l'abito delle monache terziarie dell'Ordine di San Benedetto, nonostante, grazie alla sua estrema bellezza, fosse ambita da molti per sposa. Divenendo suora assunse il nome materno, Maria.
Suor Maria Roccaforte morì il 30 agosto 1648, all'età di 51 anni. Venne seppellita nella chiesa dei gesuiti di Bivona, l'attuale chiesa madre del paese.

### Le visioni

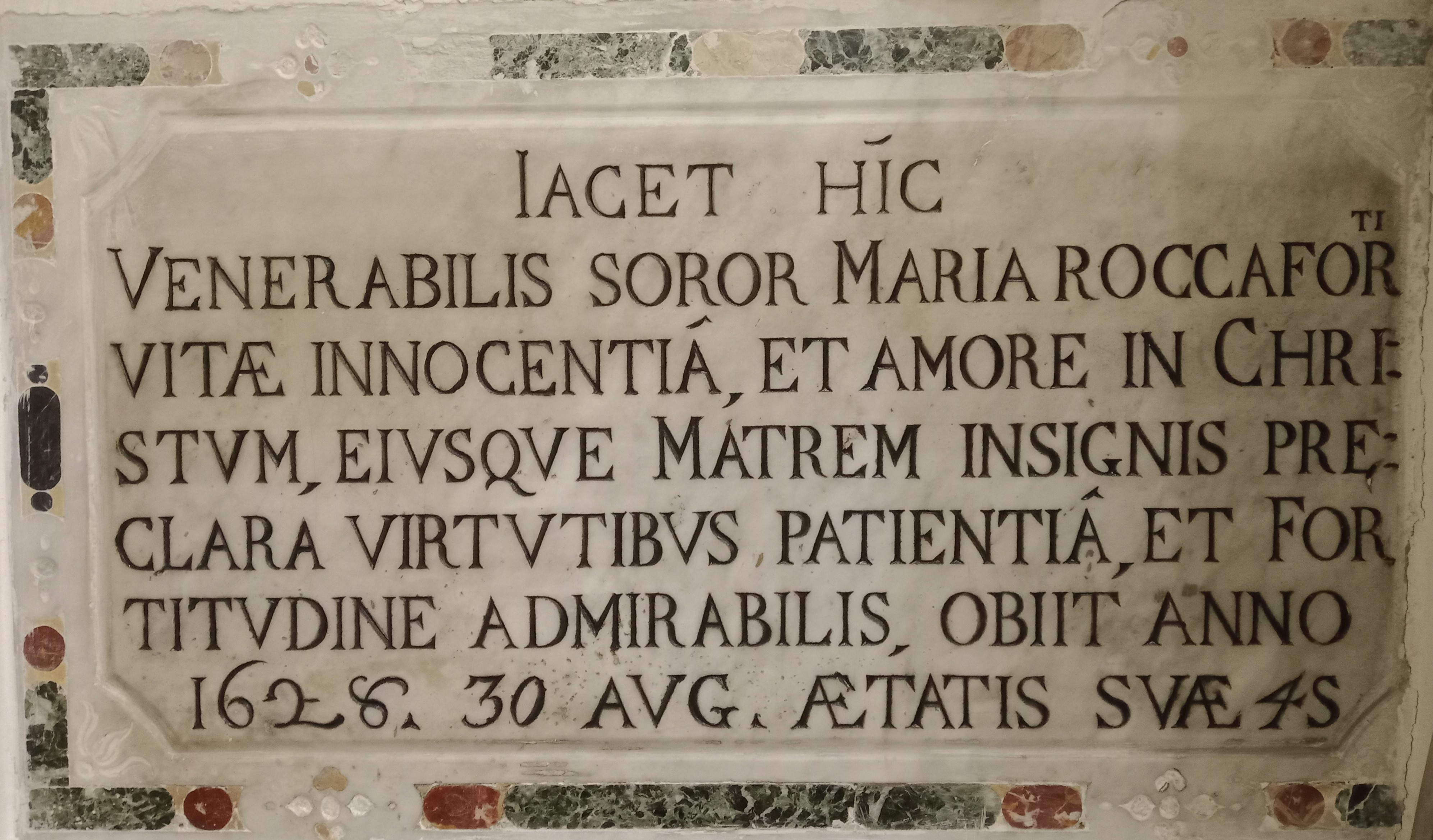
L'epitaffio sepolcrale all'interno della chiesa Mater Salvatoris di Bivona

Dalla gente del suo ambiente e dai vescovi di Agrigento (che istituirono il processo della sua beatificazione) suor Maria era ritenuta dispensiera di molti miracoli (tra cui quello di aver risanato una storpia mandatale dal padre) e per questi motivi tenuta in grande considerazione. Il popolo bivonese la definiva:
La grande considerazione della gente nei confronti della benedettina era dovuta ad alcuni particolari della sua vita, soprattutto alle sue visioni. Suor Maria Roccaforte ebbe le prime visioni della Madonna e di Gesù Cristo a 17 anni, quando, insieme al padre ed alla matrigna, si stava recando al santuario bivonese della Madonna dell'Olio per adempiere un voto.
Secondo quanto riportato dal Tornamira, Sant'Ignazio di Loyola, conoscendo l'affezione che suor Maria aveva per i Gesuiti, le appariva in visione e
Ma le principali visioni avute da suor Maria furono quelle relative alla vita di Santa Rosalia: tali visioni vennero narrate dalla monaca benedettina al suo padre spirituale, il succitato padre Francesco Sparacino, che le raccolse in un libro intitolato Vita della gloriosa Santa Rosalia.

### LaVita della gloriosa Santa Rosalia
Nella prefazione al suo libro, padre Sparacino scrisse:
Le rivelazioni di suor Maria Roccaforte diedero numerose informazioni sui genitori della vergine palermitana, Sinibaldo e Maria Guiscardo; sul suo pretendente, il conte Baldovino, a cui sfuggì; sull'episodio di Rosalia che specchiandosi vide il volto sofferente di Gesù; sui particolari relativi al soggiorno della santa nel bosco della Quisquina e nella grotta di Bivona. Nel tempo, sino agli anni Novanta e Duemila, dubbi furono sollevati sull'autenticità delle rilevazioni di suor Maria nei riguardi di Santa Rosalia, considerate dai critici come strumentalizzate dai gesuiti per ridare vigore al culto di Santa Rosalia in un periodo in cui Palermo era invasa dalla pestilenza. Rilevazioni inquadrate nell'ambito di una guerra tra Ordini religiosi.
La Lettera dei Messinesi alla Vergine Maria
Nel 1647 suor Maria ebbe delle visioni della Vergine Maria e dell'Angelo Custode che le confermarono l'autenticità della Lettera scritta il 3 giugno del 42 alla città di Messina dopo la visita di quattro ambasciatori della stessa città. Ancora oggi la patrona di Messina è la Madonna della Lettera.

## IlBrieve Compendiodi Giuseppe Romano
Giuseppe Romano, medico e poeta di Bivona vissuto nel XVII secolo, nel 1678 pubblicò il Brieve Compendio dell'ammirabile vita della Serva di Dio Suor Maria Roccaforte Vergine Bivonese, in cui riportò, in un ampolloso stile secentesco, la biografia di suor Maria Roccaforte, espressione di una esasperata mistica dell'ascetismo e di una mente visionaria.